# Critérium International 1981
Il Critérium International 1981, cinquantesima edizione della corsa precedentemente denominata Critérium National de la Route, si svolse dal 28 al 29 marzo su un percorso di 292 km ripartiti in 3 tappe, con partenza a Cavalaire-sur-Mer e arrivo a Draguignan. Fu vinto dal francese Bernard Hinault della Renault-Elf davanti ai suoi connazionali Jacques Bossis e Régis Clère. A partire da questa edizione la corsa fu aperta alla partecipazione di squadre non francesi e assunse la nuova denominazione di Critérium International.

## Tappe
| Tappa  | Data     | Percorso                                    | km    | Vincitore di tappa | Leader cl. generale |
| ------ | -------- | ------------------------------------------- | ----- | ------------------ | ------------------- |
| 1ª     | 28 marzo | Cavalaire-sur-Mer > Saint-Tropez            | 192,5 | Bernard Hinault    | Bernard Hinault     |
| 2ª     | 29 marzo | Sainte-Maxime > Mons                        | 78,5  | Bernard Hinault    | Bernard Hinault     |
| 3ª     | 29 marzo | Draguignan > Draguignan (cron. individuale) | 21    | Bernard Hinault    | Bernard Hinault     |
| Totale | Totale   | Totale                                      | 292   |                    |                     |

## Dettagli delle tappe

### 1ª tappa
- 28 marzo: Cavalaire-sur-Mer > Saint-Tropez – 192,5 km

| Pos. | Corridore          | Squadra     | Tempo    |
| ---- | ------------------ | ----------- | -------- |
| 1    | Bernard Hinault    | Renault-Elf | 4h21'46" |
| 2    | Dominique Sanders  | Peugeot     | s.t.     |
| 3    | Adrie van der Poel | DAF Trucks  | s.t.     |

| Pos. | Corridore       | Squadra     | Tempo |
| ---- | --------------- | ----------- | ----- |
| 1    | Bernard Hinault | Renault-Elf |       |

### 2ª tappa
- 29 marzo: Sainte Maxime > Mons – 78,5 km

| Pos. | Corridore       | Squadra     | Tempo    |
| ---- | --------------- | ----------- | -------- |
| 1    | Bernard Hinault | Renault-Elf | 2h36'26" |
| 2    | Jacques Bossis  | Peugeot     | s.t.     |
| 3    | Josef Fuchs     | Cilo-Aufina | a 2"     |

| Pos. | Corridore       | Squadra     | Tempo |
| ---- | --------------- | ----------- | ----- |
| 1    | Bernard Hinault | Renault-Elf |       |

### 3ª tappa
- 29 marzo: Draguignan > Draguignan (cron. individuale) – 21 km

| Pos. | Corridore       | Squadra     | Tempo  |
| ---- | --------------- | ----------- | ------ |
| 1    | Bernard Hinault | Renault-Elf | 27'54" |
| 2    | Jacques Bossis  | Peugeot     | a 2"   |
| 3    | Stephen Roche   | Peugeot     | a 3"   |

| Pos. | Corridore       | Squadra     | Tempo    |
| ---- | --------------- | ----------- | -------- |
| 1    | Bernard Hinault | Renault-Elf | 7h26'06" |
| 2    | Jacques Bossis  | Peugeot     | a 2"     |
| 3    | Régis Clère     | Miko        | a 6"     |

## Classifiche finali

### Classifica generale
| Pos. | Corridore          | Squadra                | Tempo    |
| ---- | ------------------ | ---------------------- | -------- |
| 1    | Bernard Hinault    | Renault-Elf            | 7h26'06" |
| 2    | Jacques Bossis     | Peugeot-Esso-Michelin  | a 2"     |
| 3    | Régis Clère        | Miko-Mercier-Vivagel   | a 6"     |
| 4    | Stephen Roche      | Peugeot-Esso-Michelin  | a 17"    |
| 5    | Pascal Simon       | Peugeot-Esso-Michelin  | a 47"    |
| 6    | Adrie van der Poel | DAF Trucks-Cote d'Or   | a 48"    |
| 7    | Josef Fuchs        | Cilo-Aufina            | a 1'05"  |
| 8    | Peter Winnen       | Capri Sonne            | a 1'15"  |
| 9    | Régis Ovion        | Puch-Wolber-Campagnolo | a 1'19"  |
| 10   | Patrick Bonnet     | Renault-Elf            | a 1'42"  |